# Metameri
Metameri uppstår när (det till exempel reflekterade) spektrumet av ett objekt representeras av ett fåtal primärfärger och det faktum att det finns flera olika möjliga spektra som kan få samma resultat när de integreras till primärfärgerna. Olika kombinationer av ljus från alla våglängder i färgspektrumet kan ge upphov till samma resultat i primärfärgernas värden.
Det mänskliga ögat använder tre primärfärger för att tolka färg, på liknande sätt används tre färger för att lagra digitala bilder. Det är tack vare metameri som det är möjligt att representera färgbilder elektroniskt eller i tryck på det sätt som vanligtvis används med ett fåtal primärfärger. Det kan ses som en medveten reducering av informationsmängden som ger en viss förlust av information, och som resulterar i en metamerisk matchning av färger.
Ett typiskt exempel på metameri är att ett objekt kan tyckas ha olika färg i olika typer av belysning. Vid till exempel dagsljus reflekteras alla färger mer likformigt än vid glödlampsbelysning där de gula färgerna reflekteras mer.